# Lucio Cornelio Silla
Lucio Cornelio Silla Fortunato (in latino Lucius Cornelius Sulla Felix, pronuncia classica o restituta: [ˈluːkɪ.ʊs kɔrˈneːlɪ.ʊs ˈsʉlla ˈfeːlɪks], nelle epigrafi L·CORNELIVS·L·F·P·N·SVLLA·FELIX; Roma, 138 a.C. – Cuma, 78 a.C.) è stato un generale e dittatore romano.

## Biografia

### Origini familiari
Lucio Cornelio Silla nacque nel 138 a.C. a Roma da un ramo della gens patrizia dei Cornelii caduto in disgrazia. La motivazione è rintracciabile all'inizio del III secolo a.C.: un quadrisavolo di Silla, Publio Cornelio Rufino, nonostante fosse stato console nel 290 a.C. e nel 277 a.C., dittatore in data imprecisata e avesse celebrato il trionfo sui Sanniti, fu espulso dal Senato nel 275 a.C. perché possedeva più di dieci libbre di argenteria in casa. Il figlio di Rufino, Publio Cornelio, fu nominato flamen Dialis, posizione di massima importanza in ambito religioso, ma i cui obblighi lo escludevano di fatto dalla vita politica. Questi fu il primo a portare il cognomen Sulla.
Nelle sue Memorie, Silla stesso scrive che il primo Sulla fu il flamine, facendo derivare la parola dal nome della Sibilla: infatti Publio Cornelio, figlio del sacerdote e bisavolo di Silla, aveva consultato i Libri sibillini per decidere se celebrare i primi ludi Apollinares; questo tentativo di nobilitare il cognomen non rispetterebbe però un'antica usanza romana. Tradizionalmente, infatti, il cognomen descriveva un tratto della famiglia che lo portava: in questo caso, mentre Rufinus richiamava la capigliatura rossa della famiglia, Sulla derivava da suilla, «carne di porco», e alludeva alla pelle chiara e cosparsa di lentiggini.
Nonostante il cambiamento del cognomen, la reputazione della famiglia non migliorò e i successori del flamine non ricoprirono cariche superiori a quella pretoria. Il bisavolo di Silla, Publio Cornelio, fu unitamente praetor urbanus e peregrinus nel 212 a.C. e, come già detto, indisse i primi Giochi di Apollo. Avvicinandosi all'età di Silla le informazioni scarseggiano: del primogenito e nonno di Silla, omonimo di suo padre, si sa che fu pretore in Sicilia nel 186 a.C., mentre il secondogenito, Servio, ricoprì la carica in Sardegna nel 175 a.C.
Del padre, Lucio Cornelio Silla, si sa ancora meno: è probabile che non fosse il primogenito di Publio e che fu amico di Mitridate il Grande, per cui potrebbe essere stato promagistrato in Asia o membro di una delle numerose delegazioni che venivano frequentemente inviate in Oriente. Ebbe due mogli: la seconda, matrigna di Silla, dovette essere assai ricca.

### Gioventù

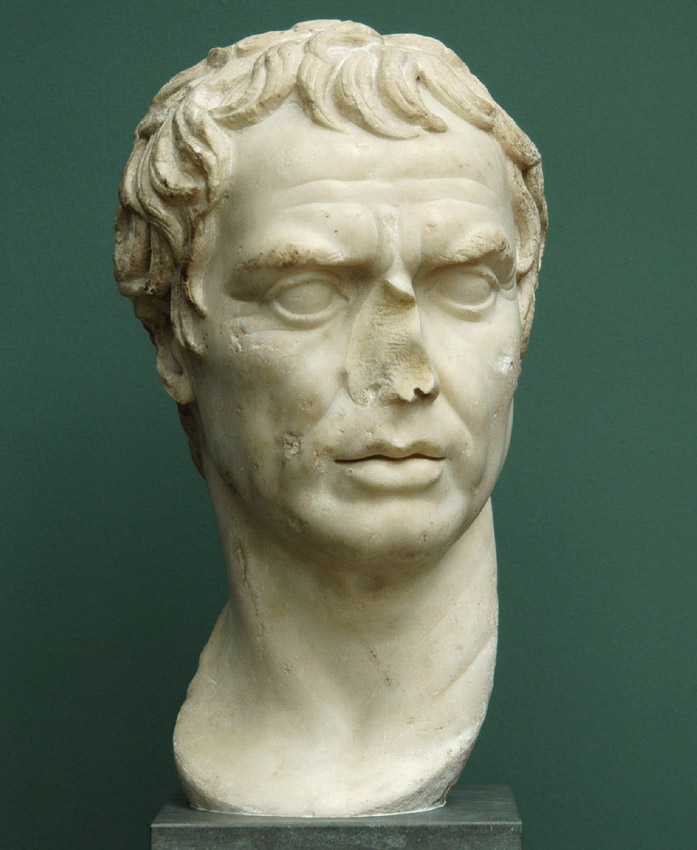
Busto virile detto Silla, copia del 40 a.C. ca. di un originale della fine del II sec. a.C. o dell'età augustea, marmo, alt. 47 cm. Copenaghen, Ny Carlsberg Glyptotek (fino al 1897 in Roma, Palazzo Barberini, collezione privata). Già dal 1642 la scultura era identificata con Silla ma, considerata la datazione (incerta), si può dire che probabilmente non lo ritrae.

Poco si sa della fanciullezza di Silla. Ci rimane solo una leggenda, secondo cui, poco dopo la sua nascita, una donna lo vide in grembo alla nutrice e le disse «Puer tibi et reipublicae tuae felix» (Il fanciullo [sarà] fonte di gioia per te e per lo Stato). Certo è che il crollo del prestigio condizionò la situazione economica della famiglia, descritta così da Plutarco:
(Plutarco, Sull., 1, 2; trad. di Lucia Ghilli, p. 303.)
Il biografo greco probabilmente esagera, perché Silla non crebbe nella povertà più assoluta: era ricco agli occhi del plebeo, ma povero agli occhi del nobile, una posizione assimilabile a quella di cavaliere. Nonostante l'ambiente modesto in cui visse, a Silla fu impartita un'ottima educazione, degna delle sue origini patrizie: gli furono insegnati la letteratura latina e greca, il diritto, la retorica, la filosofia e l'arte e fu impregnato dei valori tradizionali del mos maiorum. Con questi strumenti, Silla poteva certamente rivaleggiare con i più eruditi della sua epoca, ma per ottenere una carica gli serviva il denaro.
La speranza di ricoprire una magistratura sembrò svanire quando, verso l'età in cui indossò la toga virilis (circa 17 anni), il padre Lucio morì senza lasciargli nulla in eredità. Il giovane Silla, che godeva di un reddito annuo di 9000 sesterzi, nove volte maggiore rispetto a quello di un operaio, ma decisamente umile per un aristocratico, prese a frequentare i sobborghi dell'Urbe, che poco si addicevano a un patrizio, e personaggi ambigui come mimi e istrioni, per cui scrisse anche alcune atellane. Secondo Plutarco, in occasione delle bevute con i suoi amici plebei Silla, la cui immagine è passata alla storia come severo dittatore, mostrava il suo lato migliore:
(Plutarco, Sull., 2, 3; trad. di Lucia Ghilli, p. 309.)
Ormai pronto al matrimonio, Silla sposò una certa Ilia, che potrebbe corrispondere a una Giulia, sorella di Lucio Giulio Cesare e Cesare Strabone Vopisco, o una Giulia minore, sorella di Gaio Giulio Cesare, Sesto Giulio Cesare e Giulia maggiore, moglie di Gaio Mario, o più probabilmente si tratta di un errore di Plutarco, per cui la figura di Ilia coinciderebbe con Elia, la seconda moglie di Silla, di famiglia plebea e di cui non si sa altro che il nome. In ogni caso, da Ilia Silla ebbe la sua prima figlia, Cornelia, e il primo figlio, Lucio, che morì infante.
Ad ogni modo, il legame matrimoniale non gli impedì di intrattenere relazioni extraconiugali: coltivò una relazione omosessuale con l'attore Metrobio, un amore giovanile che portò con sé fino alla morte, così come continuò a frequentare i circoli di buffoni. Amò anche la facoltosa Nicopoli, liberta più vecchia di lui e sua amante, che, quando spirò, lasciò al giovane Silla una grande eredità. Nello stesso periodò morì anche la matrigna, da cui Silla ereditò un'altra ingente somma di denaro. Fu probabilmente così che Lucio Cornelio Silla, nato da una famiglia decaduta, poté intraprendere la sua carriera politica: l'inizio della sua Felicitas.

### Esordi della carriera e opposizione a Mario
Nel 107 a.C. Silla fu nominato questore di Gaio Mario, del quale era cognato avendo sposato la sorella minore della moglie di Mario, Giulia, nel periodo in cui questi stava assumendo il comando della spedizione militare contro Giugurta, re della Numidia. Questa guerra si protraeva ormai dal 112 a.C., con risultati addirittura umilianti per l'esercito romano, tenuto in scacco dalle forze di questo piccolo regno africano.
Alla fine Mario, nel 106 a.C., riuscì a prevalere, soprattutto grazie all'abile e coraggiosa iniziativa di Silla, che riuscì a catturare Giugurta convincendo il suocero Bocco e gli altri familiari a tradirlo e consegnarlo ai Romani. La fama che gliene derivò gli servì da trampolino di lancio per la carriera politica, ma provocò il risentimento e la gelosia di Mario nei suoi confronti. Difatti Silla continuò a servire nello Stato Maggiore di Mario fino all'elezione al consolato di Quinto Lutazio Catulo, di antica famiglia aristocratica come lui, e infine passando nello Stato Maggiore di quest'ultimo nella difficile campagna condotta in Gallia contro le tribù germaniche dei Cimbri e dei Teutoni (104 – 103 a.C.). Silla si distinse anche in questa occasione, aiutando il console Quinto Lutazio Catulo e Mario a sconfiggere i Cimbri nella Battaglia dei Campi Raudii, presso Vercelli, nel 101 a.C..
Al suo ritorno a Roma, Silla riuscì a farsi eleggere pretore urbano, e i suoi avversari non mancarono di accusarlo di aver corrotto all'uopo molti degli elettori. In seguito fu assegnato al governo della Cilicia, regione situata nell'odierna Turchia. Nel 96 a.C. si assistette a un avvenimento storico per quell'epoca. La Repubblica romana e il grande Impero dei Parti vennero a contatto in modo del tutto pacifico. Una delegazione inviata dal sovrano parto, Mitridate II, si incontrò sulle rive dell'Eufrate con il pretore Lucio Cornelio Silla, governatore della nuova provincia di Cilicia.
(Plutarco, Vita di Silla, 5.)

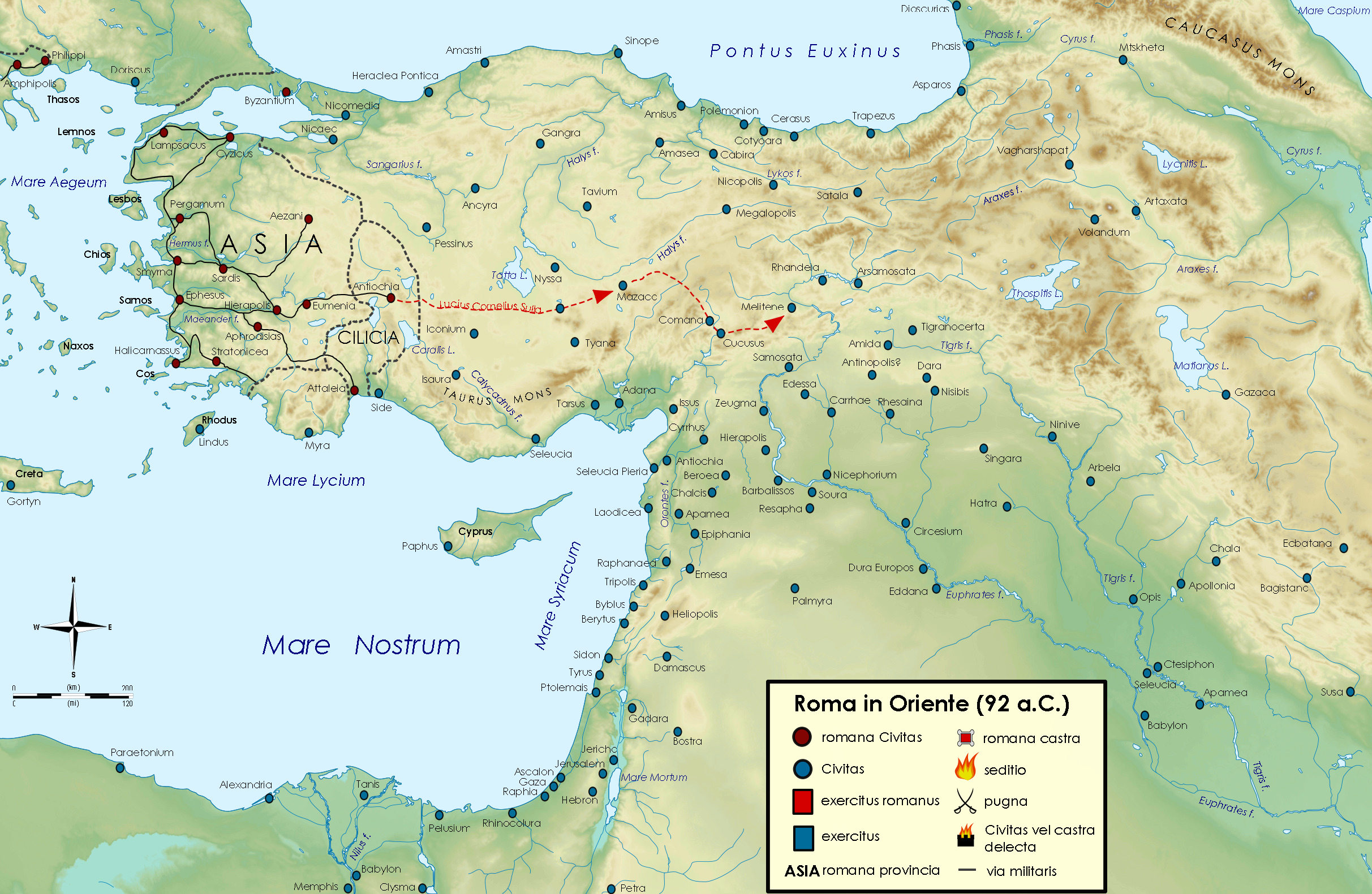
La missione di Silla, procuratore della Cilicia, nel 96 a.C., quando incontrò un satrapo dei Parti presso Melitene (futura fortezza legionaria)

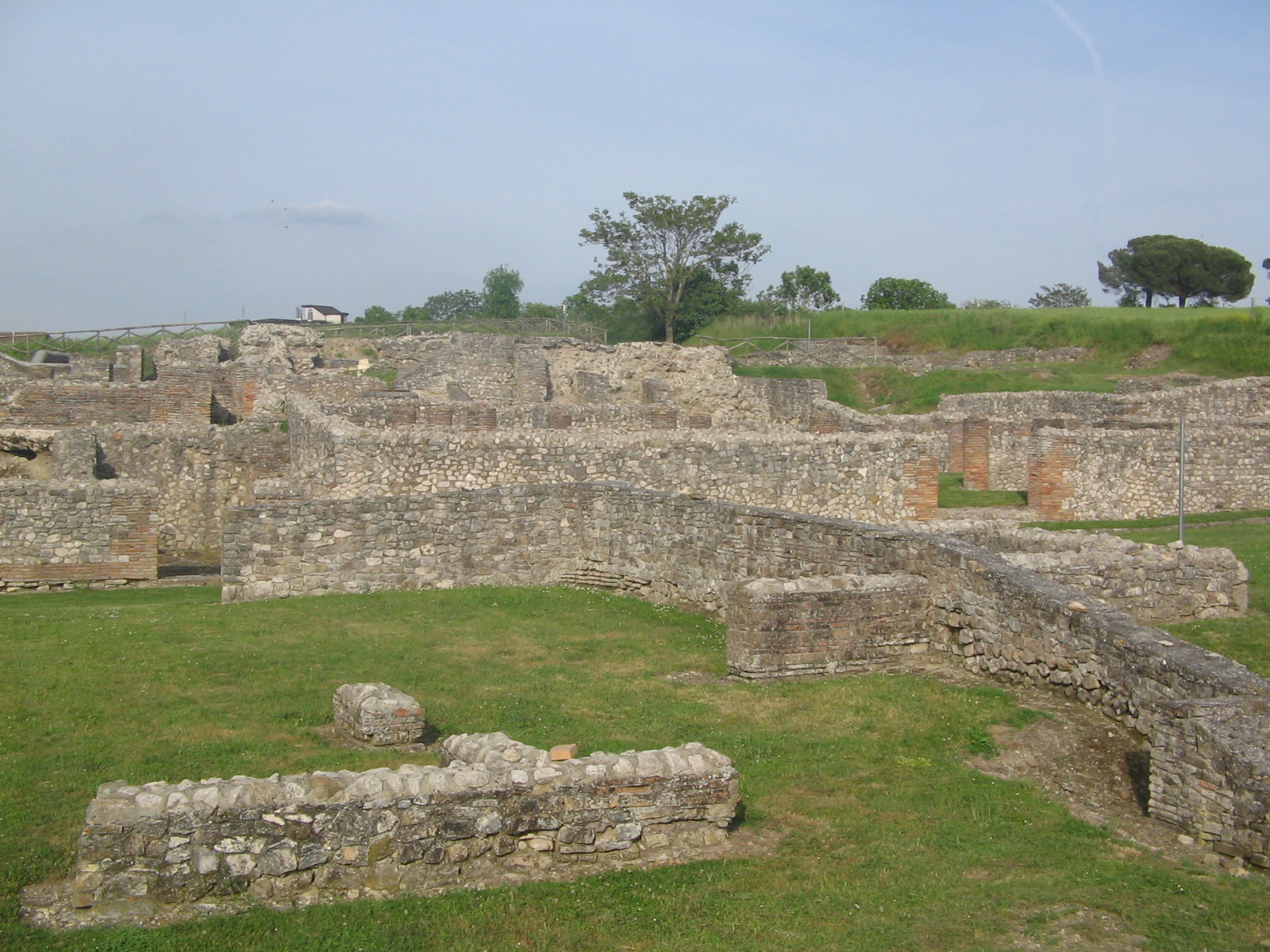
Rovine di Aeclanum, la città del Sannio irpino conquistata da Silla

Questo primo incontro fissò sull'Eufrate il confine tra i due imperi. Una curiosità di quell'incontro fu che Silla cercò, anche in quella circostanza, di affermare la preminenza di Roma sulla Partia, sedendosi fra il rappresentante del Gran Re e il re di Cappadocia, come se desse udienza a dei vassalli. Una volta venuto a conoscenza dell'accaduto, il re dei Parti fece giustiziare colui che lo aveva così maldestramente sostituito all'incontro con il comandante militare romano. Ecco come racconta l'episodio Plutarco:
(Plutarco, Vita di Silla, 5.)
Al termine del 96 a.C. Silla lasciò il Medio Oriente e rientrò a Roma, dove si unì al partito degli oppositori di Gaio Mario. In quegli anni la Guerra Sociale (91-88 a.C.) era al suo culmine. L'aristocrazia romana si sentiva minacciata dalle ambizioni di Mario che, vicino alle posizioni del partito popolare, aveva già retto il consolato per 5 anni di seguito, dal 104 a.C. al 100 a.C. Nella repressione di quest'ultimo moto di ribellione delle popolazioni italiche alleate di Roma, Silla si mise particolarmente in luce come brillante e geniale stratega, eclissando sia Mario sia l'altro console Gneo Pompeo Strabone (padre di Gneo Pompeo Magno). Una delle sue imprese più famose fu la cattura di Aeclanum, città degli Irpini, ottenuta incendiando il muro di legno che difendeva la città assediata. Come conseguenza, nell'88 a.C., ottenne per la prima volta il consolato, insieme a Quinto Pompeo Rufo.

### Occupazione militare di Roma
Silla, assunta la carica di console, ricevette poco dopo dal Senato l'incarico di governare la provincia d'Asia. Durante il governatorato organizzò una nuova spedizione in Oriente e combatté la prima guerra mitridatica. Si lasciò tuttavia alle spalle, a Roma, una situazione assai turbolenta. Mario era ormai vecchio, ma nonostante ciò aveva ancora l'ambizione di essere lui, e non Silla, a guidare l'esercito romano contro il re del Ponto Mitridate VI. Per ottenere l'incarico, Mario convinse il tribuno della plebe Publio Sulpicio Rufo a fare approvare una legge che sottraesse a Silla la guida, già legittimamente conferitagli, della guerra contro Mitridate e gliela attribuisse.
Appresa la notizia Silla, accampato in quel momento nell'Italia meridionale in attesa di imbarcarsi per la Grecia, scelse le 6 legioni a lui più fedeli e, alla loro testa, marciò su Roma. Nessun comandante, in precedenza, aveva mai osato violare con l'esercito il perimetro della città (il cosiddetto pomerio). La cosa era talmente contraria alle tradizioni che Silla esentò gli ufficiali dal parteciparvi. Spaventati da tanta risolutezza, Mario e i suoi seguaci fuggirono dalla città. Dopo avere preso una serie di provvedimenti per ristabilire la centralità del Senato come guida della politica romana, Silla lasciò di nuovo Roma, e riprese la strada della guerra contro Mitridate.

### Guerra contro Mitridate in Oriente

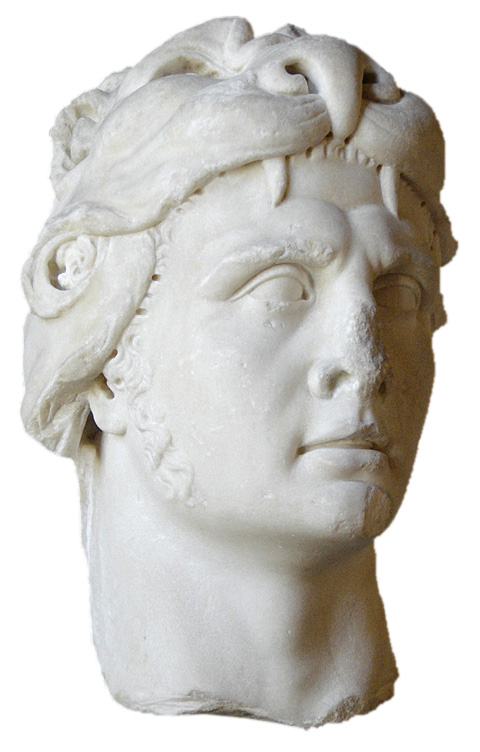
Mitridate (I secolo d.C., oggi al museo del Louvre)

Approfittando dell'assenza di Silla, sul finire dell'87 a.C. Mario riuscì a riprendere il controllo della situazione. Con il sostegno del console Lucio Cornelio Cinna (suocero di Gaio Giulio Cesare), ottenne che tutte le riforme e le leggi emanate da Silla fossero dichiarate prive di validità e che lo stesso Silla fosse ufficialmente dichiarato «nemico pubblico» e costretto perciò all'esilio. Insieme, Mario e Cinna eliminarono fisicamente un gran numero di sostenitori di Silla, e furono eletti consoli per l'anno 86 a.C. Mario morì pochi giorni dopo l'elezione e Lucio Valerio Flacco fu nominato consul suffectus al suo posto, mentre Cinna rimase a dominare incontrastato la politica romana, essendo rieletto console negli anni successivi.
Nel frattempo Silla si era recato in Grecia, dove portò alla caduta Atene nel marzo dell'86 a.C.. Il comandante romano vendicò quindi l'eccidio asiatico di Mitridate, compiuto su Italici e cittadini romani, compiendo un'autentica strage nella capitale attica. Silla proibì, invece, l'incendio della città, ma permise ai suoi legionari di saccheggiarla. Il giorno seguente il comandante romano vendette il resto della popolazione come schiavi. Catturato Aristione, chiese alla città come risarcimento del danno di guerra, circa venti chili di oro e 600 libbre d'argento, prelevandole dal tesoro dell'Acropoli.
Poco dopo fu la volta del porto di Atene del Pireo. Da qui Archelao decise di fuggire in Tessaglia, attraverso la Beozia, dove portò ciò che era rimasto della sua iniziale armata, radunandosi presso le Termopili con quella del condottiero di origine tracia, Dromichete (o Tassile secondo Plutarco). Con l'arrivo di Silla in Grecia nell'87 a.C. le sorti della guerra contro Mitridate erano quindi cambiate a favore dei Romani. Espugnata quindi Atene e il Pireo, il comandante romano ottenne due successi determinanti ai fini della guerra, prima a Cheronea, dove secondo Tito Livio caddero ben 700.000 armati del regno del Ponto, e infine a Orcomeno.
Contemporaneamente, agli inizi dell'85 a.C., il prefetto della cavalleria, Flavio Fimbria, dopo aver ucciso il proprio proconsole, Lucio Valerio Flacco, a Nicomedia prese il comando di un secondo esercito romano. Quest'ultimo si diresse anch'egli contro le armate di Mitridate, in Asia, uscendone più volte vincitore, riuscendo a conquistare la nuova capitale di Mitridate, Pergamo, e poco mancò che non riuscisse a far prigioniero lo stesso re. Intanto Silla avanzava dalla Macedonia, massacrando i Traci che sulla sua strada gli si erano opposti.
(Appiano, Guerre mitridatiche, 54.)
Dopo una serie di trattative iniziali, Mitridate e Silla si incontrarono a Dardano, dove si accordarono per un trattato di pace, che costringeva Mitridate a ritirarsi nei confini antecedenti la guerra, ma ottenendo in cambio di essere ancora una volta considerato «amico del popolo romano». Un espediente per Silla, per poter tornare nella capitale a risolvere i suoi problemi personali, interni alla Repubblica romana. Si racconta che Silla, prima di tornare in Italia, ebbe un secondo incontro con ambasciatori del re dei Parti, i quali gli predissero che «divina sarebbe stata la sua vita e la sua fama». Allora Silla decise di tornare in Italia (primavera dell'83 a.C.), sbarcando a Brindisi con 300.000 armati.

### Il ritorno a Roma, la dittatura e le liste di proscrizione

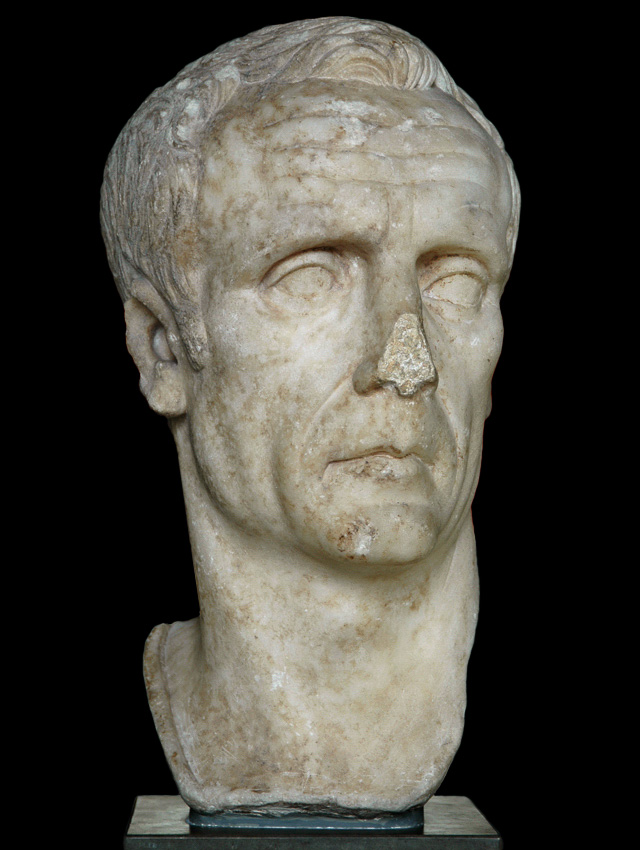
Possibile ritratto di Silla (copia del I secolo d.C. (?) di un originale risalente al I secolo a.C., oggi conservata presso la Ny Carlsberg Glyptotek di Copenaghen). L'identificazione è stata avanzata dall'archeologo tedesco Klaus Fittschen.

Quando fu raggiunto dalla notizia della morte di Cinna, nell'84 a.C., lasciò l'Oriente e si mise in marcia verso Roma, ottenendo l'appoggio, tra gli altri, del giovane Gneo Pompeo Magno. Dopo un periodo iniziale di stasi delle operazioni militari, nel novembre dell'82 a.C. Silla ottenne la vittoria decisiva sconfiggendo nella Battaglia di Porta Collina un grande esercito costituito dalle legioni della fazione dei populares e dalle agguerrite truppe sannite al comando di Ponzio Telesino. L'esito di questa battaglia fu determinato in modo risolutivo dall'azione del futuro triumviro Marco Licinio Crasso che al comando dell'ala destra sbaragliò le forze nemiche, mentre Silla era in grave difficoltà sull'ala sinistra.
Subito dopo la battaglia, nel dicembre dell'82 a.C., essendo morti entrambi i consoli, Silla fu eletto dittatore a tempo indeterminato dai comizi centuriati con la Lex Valeria de Sulla dictatore: i suoi poteri comprendevano il diritto di vita e di morte, la possibilità di presentare leggi, di effettuare confische, di fondare città e colonie, di scegliere i magistrati.
Fu sulla base di questi poteri che Silla realizzò un'articolata serie di riforme, che, nelle sue intenzioni, dovevano risolvere la crisi in cui si dibatteva da decenni lo Stato romano. Divenuto padrone assoluto della città, Silla instaurò un vero e proprio regno del terrore, mettendo al bando e dichiarando fuori legge (prima proscrizione) tutti gli oppositori politici, offrendo ricompense a chi li avesse uccisi.
I più colpiti furono i cavalieri, che erano sempre stati ostili a Silla e che presero potere grazie alla riforma del proletariato: ne furono uccisi 2.600 e i loro beni, messi all'asta a prezzi irrisori, finirono nelle tasche dei Sillani.
Il giovane Gaio Giulio Cesare, come genero di Cinna, fu costretto ad abbandonare precipitosamente la città, ma ebbe salva la vita grazie all'intercessione di alcuni amici influenti, soprattutto della cugina Cornelia, figlia di Silla, e del marito di lei Mamerco Emilio Lepido, princeps senatus. Silla annotò poi nelle proprie memorie di essersi pentito di averlo risparmiato ("e sia, lo risparmierò, ma vi avverto, in lui vedo mille volte Mario", frase citata in Svetonio, Vita di Cesare, edizioni Laterza), viste le ben note ambizioni politiche del giovane. Una vittima delle sue proscrizioni, con una morte particolarmente violenta e crudele fu Marco Mario Gratidiano, del quale si racconta che fosse decapitato da suo cognato Catilina anche se, in un frammento delle Storie, Sallustio non menziona Catilina nel descrivere la morte: a Gratidiano, dice, «la vita era sfuggita da lui pezzo per pezzo: le gambe e le braccia gli sono state spezzate e gli occhi cavati».
La circostanza che l'uccisione avvenisse presso la tomba di Catulo ha fatto pensare gli storici che si trattasse non di una semplice crudele vendetta ma di un vero e proprio sacrificio umano rituale per pacificare un antenato morto, riprendendo l'uso di sacrifici umani a Roma, documentati in tempi storici da Andrew Lintott, seppure da 15 anni fossero stati vietati.

### Il nuovo ordine

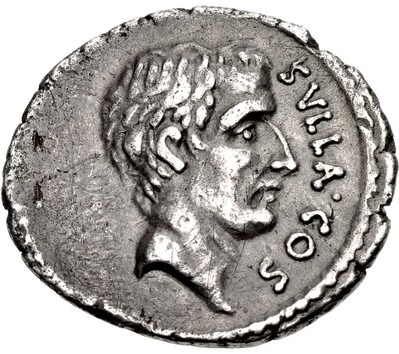
Ritratto di Silla su un denario battuto da suo nipote Quinto Pompeo Rufo

Ormai rimasto senza vere opposizioni, Silla attuò una serie di riforme tese a mettere il controllo dello Stato saldamente nelle mani del Senato, allargato per l'occasione da 300 a 600 senatori. La nomina a senatore fu resa, inoltre, automatica al raggiungimento della carica di questore, mentre prima era demandata alla scelta dei censori. Per evitare l'accumulo di poteri si stabilì un limite minimo di età per le varie magistrature: trent'anni per i questori, quaranta per i pretori, ecc.
Il potere dei tribuni della plebe fu inoltre fortemente ridimensionato: le loro proposte dovevano essere approvate preventivamente dal Senato e il loro diritto di veto limitato.
Il potere giudiziario fu restituito al Senato, sia per i reati più gravi sia per le cause di corruzione che la riforma graccana aveva demandato ai cavalieri.
In definitiva tutte le sue azioni erano animate dall'intento di restituire al partito aristocratico il controllo della città.
Introdusse inoltre la legge per cui i vincitori di corone militari di grado pari o superiore alla civica sarebbero stati ammessi di diritto in senato indipendentemente dall'età, questo fu il motivo per cui Gaio Giulio Cesare all'età di vent'anni ebbe accesso al Senato.

### Il ritiro dalla vita politica
Nella sua veste di dittatore a vita Silla venne eletto console per la seconda volta nell'80 a.C. Cresceva intanto l'insofferenza verso gli eccessi compiuti dai suoi uomini. Un suo liberto fu denunciato in un processo, e sconfitto grazie alle arringhe del giovane Cicerone. Silla, sorprendendo tutti, l'anno successivo decise di abbandonare la politica per rifugiarsi nella propria villa di campagna, con l'intento di accingersi a scrivere le proprie memorie e riflessioni.
Quando si ritirò a vita privata, pare che attraversando la folla sbigottita uno dei passanti si mise a ingiuriarlo. Silla si limitò a rispondergli, beffardo: «Avresti avuto lo stesso coraggio a dirmi queste cose quando ero al potere?». E alla fine, personaggio dall'indole spietata e ironica allo stesso tempo, confidò ad uno dei suoi amici:
Plutarco nelle Vite parallele lo rappresenta come il vizio, narrando che fosse circondato da una variopinta corte di attori, ballerini e prostitute, fra cui un certo Metrobio, e che gli dei per punizione lo fecero ammalare di lebbra. Dopo aver terminato le sue riforme, nel 79 a.C. si ritirò a vita privata. In compagnia di questa allegra brigata, Sulla Felix fino all'ultimo respiro, morì nel 78 a.C., probabilmente di cancro. Lasciò vedova e incinta la sua ultima moglie, Valeria Messalla, che qualche mese dopo partorì una figlia, Cornelia Postuma.  
Com'era allora d'uso presso i potenti di Roma, lui stesso dettò l'epitaffio che aveva voluto s'incidesse sul suo monumento funebre: 

### Conseguenze dell'operato politico di Silla
I problemi politici e sociali che avevano portato alla guerra civile non erano però affatto risolti. Silla aveva ristabilito l'ordine oligarchico in virtù della forza derivatagli dagli eserciti, al cui appoggio avrebbero ricorso sia i sostenitori sia gli avversari del nuovo corso da lui instaurato. Da Silla in poi la vita politica e civile dello Stato fu perciò condizionata pesantemente dall'elemento militare: disporre di un esercito da usare contro gli avversari e, se si rivelasse necessario, contro le stesse istituzioni romane, divenne l'obiettivo principale dei più ambiziosi capi politici che aspiravano al potere.
Il sistema costituzionale romano uscì distrutto dalla guerra civile. E l'esempio di Silla trovò presto un imitatore d'eccezione proprio in un uomo che aveva idee opposte alle sue: Giulio Cesare.

## Matrimoni e discendenza
Silla si sposò cinque volte:
- Giulia, chiamata anche Ilia[N 2]. Parente di Giulio Cesare, si sposarono nel 110 a.C. e lei morì nel 104 a.C., di parto. Ebbero una figlia e un figlio: 
  - Cornelia, che fu madre di Pompea Silla, terza moglie di Giulio Cesare.
  - Lucio Cornelio Silla, che morì giovane.
- Elia[N 2], da cui non ebbe figli.
- Clelia, da cui divorziò con l'accusa di sterilità.
- Cecilia Metella Dalmatica. Si sposarono nell'87 a.C. e lei morì nell'80 a.C. Ebbero due figli e una figlia:
  - Fausto Cornelio Silla. Gemello di Fausta, questore nel 54 a.C.
  - Fausta Cornelia. Gemella di Fausto, madre di Gaio Memmio, console suffetto nel 34 a.C.
  - Lucio Cornelio Silla. Morì giovane poco prima della madre.[61]
- Valeria Messalla. Si sposarono nel 78 a.C. e fu l'ultima moglie di Silla, che morì nello stesso anno. Ebbero una figlia: 
  - Cornelia Postuma. Nata alcuni mesi dopo la morte del padre, da cui il nome, morì prima di raggiungere l'età da matrimonio.